# Junkers Ju 352
Junkers Ju 352 Herkules – trójsilnikowy niemiecki samolot transportowy z czasów II wojny światowej, wersja rozwojowa Junkersa Ju 252.

## Historia

### Geneza powstania
Pod koniec 1942 roku, w obliczu postępującego kryzysu materiałowego w III Rzeszy, Reichsluftfahrtministerium (RLM) rozpoczęło poszukiwania nowej maszyny transportowej, która miałaby zastąpić starzejącego się Ju 52 oraz zredukować zużycie strategicznych materiałów. W tym czasie istniał już projekt nowoczesnego samolotu Junkers Ju 252, jednak jego konstrukcja w dużym stopniu opierała się na duraluminium i innych cennych surowcach, co czyniło produkcję nierealną w warunkach wojennych.
Projekt nowego samolotu, oznaczonego jako Ju 352, zakładał szerokie wykorzystanie materiałów zastępczych – przede wszystkim drewna i stali – oraz uproszczenie struktury i procedur produkcyjnych. Choć konstrukcja przypominała Ju 252, w istocie była całkowicie nowa – żadna część nie została przeniesiona z poprzedniego modelu, z wyjątkiem tylnej rampy załadunkowej typu Trapoklappe.

### Oblot i wprowadzenie do produkcji
Pierwszy prototyp Ju 352 V1 oblatano 1 października 1943 roku w Fritzlar, dokąd ewakuowano produkcję z bombardowanego Dessau. Próby zakończyły się sukcesem – maszyna była stabilna, stosunkowo łatwa w pilotażu i miała dobre charakterystyki startowe.
W grudniu 1943 roku ukończono pierwsze cztery egzemplarze przedseryjne serii A-0. W kolejnych miesiącach powstało jeszcze sześć. Od wiosny 1944 ruszyła ograniczona produkcja wersji A-1, której zbudowano zaledwie 33 egzemplarze. Projektowane wersje B-1 i B-2 z silnikami BMW 801 nie weszły do produkcji.

### Użytkowanie bojowe podczas II wojny światowej
Pierwszym użytkownikiem Ju 352 była I./KG 200, jednostka Luftwaffe odpowiedzialna za operacje specjalne: zrzuty agentów, przerzuty zaopatrzenia, misje sabotażowe. Samoloty te wykorzystywano m.in. w rejonach Kurlandii, Prus Wschodnich, a także na trasach między bazami w Rzeszy.
Maszyny z tej serii operowały również w ramach Grossraum-Transportgruppe Luftflotte 1, wspierając oblężone jednostki niemieckie na froncie wschodnim. Poza KG 200 i Luftflotte 1, pojedyncze egzemplarze przydzielono do Transportgeschwader 4 oraz Fliegerstaffel des Führers, jednak ich udział był epizodyczny.
Ze względu na rozwijającą się dominację aliantów w powietrzu, Ju 352 używano głównie nocą lub o zmierzchu. W marcu 1945 rozwiązano większość transportowych jednostek Luftwaffe. Do końca wojny przetrwały zaledwie 23 sprawne egzemplarze.

### Służba powojenna
Po wojnie kilka egzemplarzy Ju 352 zostało przejętych przez aliantów. Jeden z nich zaprezentowano w 1946 roku w brytyjskim Farnborough. Inny – zdobyty w Czechach – został przekazany Związkowi Radzieckiemu, gdzie poddano go analizom, ale nie wdrożono do służby operacyjnej.

## Konstrukcja

Silnik Bramo 323 eksponowany w MLP w Krakowie

Junkers Ju 352 był trójsilnikowym dolnopłatem o mieszanej konstrukcji. Kadłub miał konstrukcję półskorupową z wręgami i podłużnicami. Dzielono go na dzielono na trzy główne sekcje: przednią (nosową), środkową (ładunkową) i tylną (z rampą). Stalowa kratownica nośna w części środkowej była kryta płótnem i sklejką, a elementy nosowe i ogonowe wykonano z duraluminium. Rampę Trapoklappe zaprojektowano jako hydraulicznie opuszczaną, z funkcją podnoszenia ogona maszyny – pozwalało to na bezpośredni załadunek wózków i lekkich pojazdów, choć w praktyce stosowano głównie ręczne systemy linowe ze względu na delikatność konstrukcji rampy. Maszyna mogła zabrać do 36. w pełni wyposażonych żołnierzy desantu lub równoważną masę ładunku – do 4000 kg.
Skrzydło o konstrukcji całkowicie drewnianej było podzielone na centropłat z dźwigarem głównym oraz dwie części zewnętrzne. Zastosowano mechanizację w postaci klap i lotek o konstrukcji drewnianej, krytych płótnem. Do napędu wykorzystano silniki 9-cylindrowe silniki BMW Bramo 323R-2 chłodzone powietrzem o mocy do 1200 KM. Każda gondola silnikowa oddzielona była od struktury samolotu przegrodą ogniową, a zespół silnikowy wyposażono w system gaszenia. Podwozie chowane w locie, z amortyzacją olejowo-pneumatyczną, koła pojedyncze.